# Трошкино

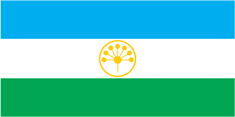
Флаг Трошкино

Трошкино (баш. Трошкин) — деревня(ранее село) в Благовещенском районе Республики Башкортостан Российской Федерации. Входит в состав Новонадеждинского сельсовета.

## География

### Географическое положение
Расстояние до:
- районного центра (Благовещенск): 15 км,
- центра сельсовета (Новонадеждино): 8 км,
- ближайшей ж/д станции (Загородная): 39 км.

## История
Село Трошкин Овраг
Было основано при реке Большой Изяк в 1877 году переселенцами из Вятской и Уфимской губерний. Было образовано Трошкинское сельское общество. Среди крестьян данного селения было много Безносиковых, Шиляевых, Хохриных, Зубаревых, Вотинцевых. Также проживали Трушковы, Бычковы, Маракулины, Якины, Терентьевы, Максимовы, Дунюшкины, Докучаевы, Широковы, Новиковы, Морозовы, Черемискины, Целоусовы и другие. В 1895 году насчитывалось 38 дворов и 278 человек, были отмечены хлебозапасный магазин и кузница.
Первые 23 года  своего существования Трошкин Овраг относился к приходу Благовещенского завода, но в 1901 году в починке появилась деревянная Косьмо-Домиановская церковь, первым священником в которой стал бывший учитель Иван Шавейников. Через несколько лет в селе открылась одноклассная министерская школа. В 1909 году в школе работал один учитель и обучалось 47 детей. Также в начале XX века зафиксированы водяная мельница (принадлежала Тараканову) и бакалейная лавка. 
Приходским священником в 1910 -е годы был Иван Никифорович Бабушкин.
К 1917  году в школе работало двое учителей  - Н.Е. Буренкова и М. Потеряхин.
В 1917 году в селе насчитывалось 72 домохозяйства и 454 человека. включая восемь семей посторонних и беженцев. 
В 1930-е - 1950-е годы село Трошкино было административным центром одноименного сельсовета. Во время коллективизации в селе был создан колхоз "Трошкино", но уже в 1932 году он был переименован и стал называться "Пролетарка". В 1933 году в здании бывшей церкви открылся клуб. В 1950-е годы в Трошкино был колхоз имени Свердлова. С 1954 года данный населенный пункт относится к Новонадеждинскому сельсовету. В 1957-1965 годах Трошкино входило в состав большого Степановского совхоза, затем после его разукрупнения - в состав Надеждинского совхоза. 

## Население
| 2002 | 2009 | 2010 |
| ---- | ---- | ---- |
| 288  | ↗289 | ↘284 |

Согласно переписи 2002 года, преобладающая национальность — русские (62 %).
Динамика населения: в 1939 году в селе проживало 422 человека, 1959 - 238, в 1969 - 280, в 1989 - 233. 